# La Palma, Cuba
La Palma là một đô thị ở tỉnh Pinar del Río của Cuba. Thành phố nằm ở phía bắc của tỉnh này, bên bờ biển eo biển Florida, phía bắc Consolación del Sur, đông bắc Viñales.
Thung lũng Viñales, một di sản thế giới nằm ở phía đông La Palma, còn khu dự trữ sinh quyển Sierra del Rosario kéo dài đến phía đông. Cayo Levisa, một địa điểm du lịch nổi tiếng, ở trên quần đảo Colorados, 2 km về phía bắc của bờ biển bắc thành phố.

## Dân số
Năm 2004, đô thị La Palma có dân số 35.426. với diện tích 621 km² (239,8 mi²), và mật độ dân số là 57,0người/km² (147,6người/sq mi).